# Azerbaïdjan aux Jeux olympiques d'hiver de 2010
Cet article contient des informations sur la participation et les résultats de l'Azerbaïdjan aux Jeux olympiques d'hiver de 2010 à Vancouver au Canada. Elle était représentée par deux athlètes dans une discipline. C'est la 4e participation du pays aux Jeux olympiques d'hiver.

## Cérémonies d'ouverture et de clôture

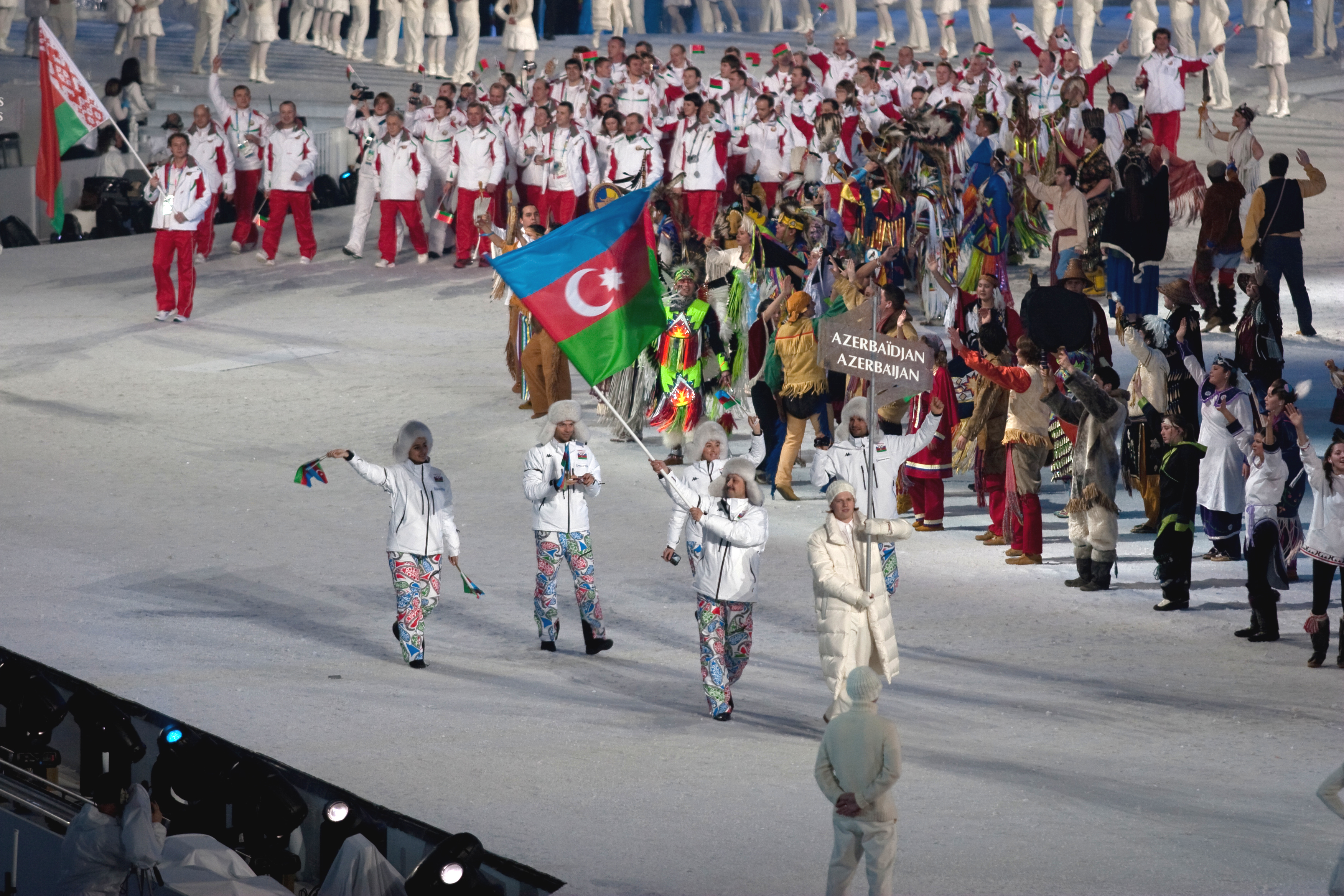
Entrée de la délégation azérie lors de la cérémonie d'ouverture.

Comme cela est de coutume, la Grèce, berceau des Jeux olympiques, ouvre le défilé des nations, tandis que le Canada, en tant que pays organisateur, ferme la marche. Les autres pays défilent par ordre alphabétique. L'Azerbaïdjan est la neuvième des 82 délégations à entrer dans le BC Place Stadium de Vancouver au cours du défilé des nations durant la cérémonie d'ouverture, après l'Autriche et avant la Biélorussie. Cette cérémonie est dédiée au lugeur géorgien Nodar Kumaritashvili, mort la veille après une sortie de piste durant un entraînement. Le porte-drapeau du pays est la chef de mission Konul Nurullayeva.
Lors de la cérémonie de clôture qui se déroule également au BC Place Stadium, les porte-drapeaux des différentes délégations entrent ensemble dans le stade olympique et forment un cercle autour du chaudron abritant la flamme olympique. Le drapeau azéri est alors porté par Fuat Guliyev, spécialiste du ski alpin.

## Engagés

### Ski alpin

#### Hommes
| Athlète     | Épreuve | 1re manche | 2e manche |
| ----------- | ------- | ---------- | --------- |
| Jedrij Notz | Slalom  | Abandon    | 79e       |

#### Femmes
| Athlète               | Épreuve | 1re manche | 2e manche |
| --------------------- | ------- | ---------- | --------- |
| Gaia Bassani Antivari | Slalom  | Abandon    | 57e       |